# アーチ雲
アーチ雲（アーチぐも、ラテン語学術名:arcus、略号:arc）は、雲の分類において部分的に特徴のある雲（副変種）の1つ。雲の底部に現れることがある、水平に伸びる濃密なロール状の雲で、縁はぼろぼろと崩れている。主に積乱雲にみられ、稀に積雲にみられる。
前縁部は滑らかなこともあるが、ほかの部分に少なからずぼろぼろとした縁がみられる。雲底から離れているものも、くっついたものもある。大きく伸びたアーチ雲は色が暗く、圧迫感のあるアーチが迫り来るようにも感じられる。
雲底にくっついた連続するアーチ雲は棚雲とも呼ばれる。また、雲底から離れ、横長のロールやチューブの外観を持つものはロール雲とも呼ばれる。
"arcus"はラテン語で「弓、橋、アーチ、ヴォールト」などを意味する。
主に突風や大雨、雷、雹などの荒れた天気をもたらす雲のもとで発生する。雲内の冷たい空気が強い下降気流となり地表付近に達して水平に押し出されると、まわりの暖かい空気とぶつかり、暖かい空気が冷たい空気に乗り上げるように上昇する。その境界面には局地的な寒冷前線（ガストフロント）が形成される。前線面に対応するように雲が形成される。
ロール雲は、水平に移動する冷たい空気の縁の盛り上がった部分 (head) で生じ、その後方のやや低くなった部分で消える構造をとる。
主に熱帯地方では、スコール（一時的な強風や激しい雨）に伴いアーチ雲がみられることがある。
総観スケールの寒冷前線の通過に伴い生じることもある。積乱雲のない場合や、温度勾配のほとんどない前線に生じることもある。
なお、ロールやチューブの外観を持つ雲でほかの雲に付属しないタイプの雲は、雲種volutusに分類される（モーニング・グローリーなど）。

## ギャラリー

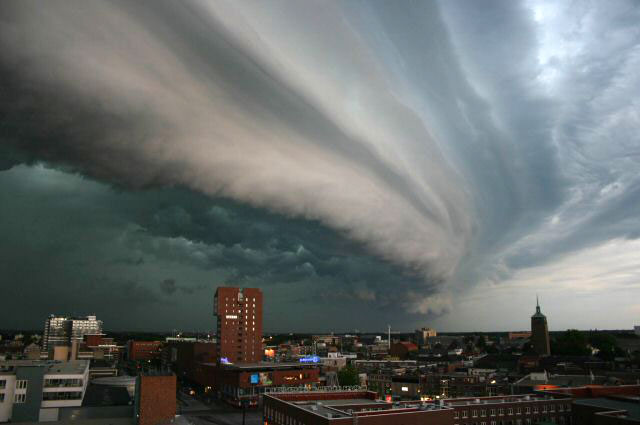
はっきりした形のアーチ雲
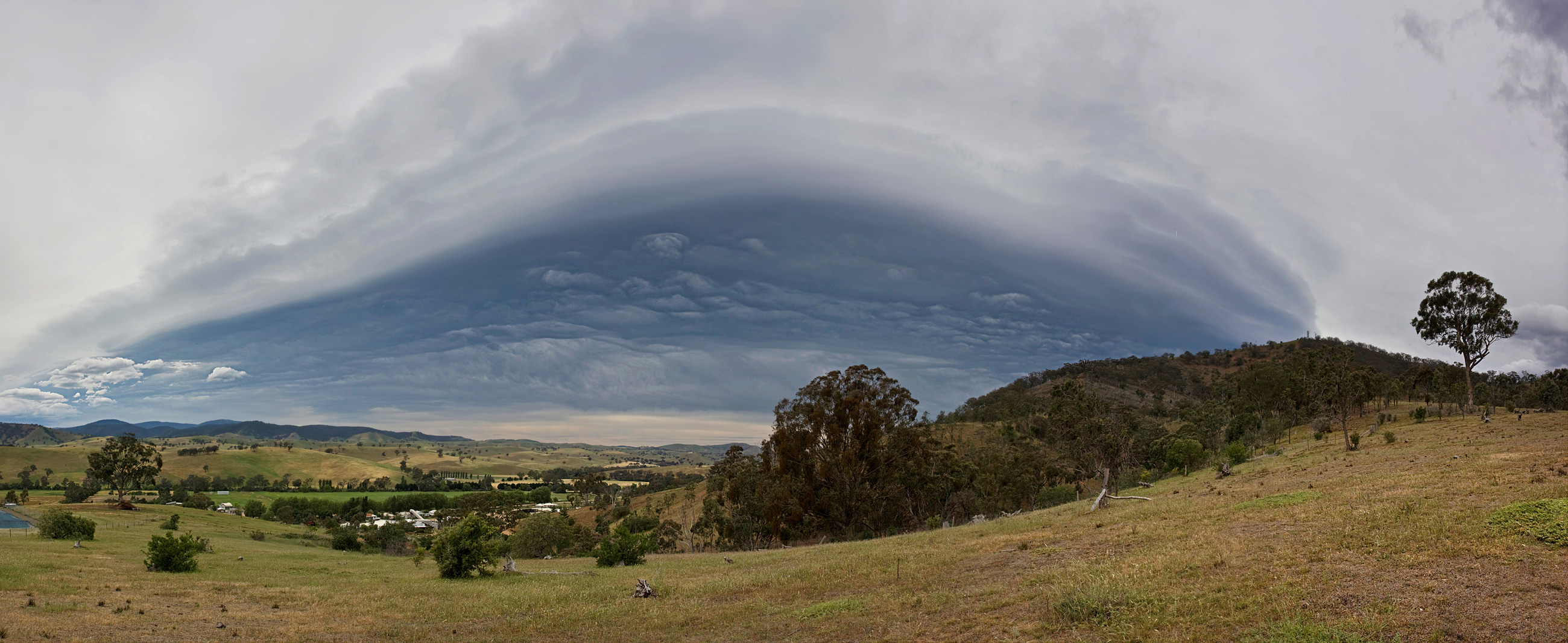
平原の上のアーチ雲を撮影したパノラマ写真
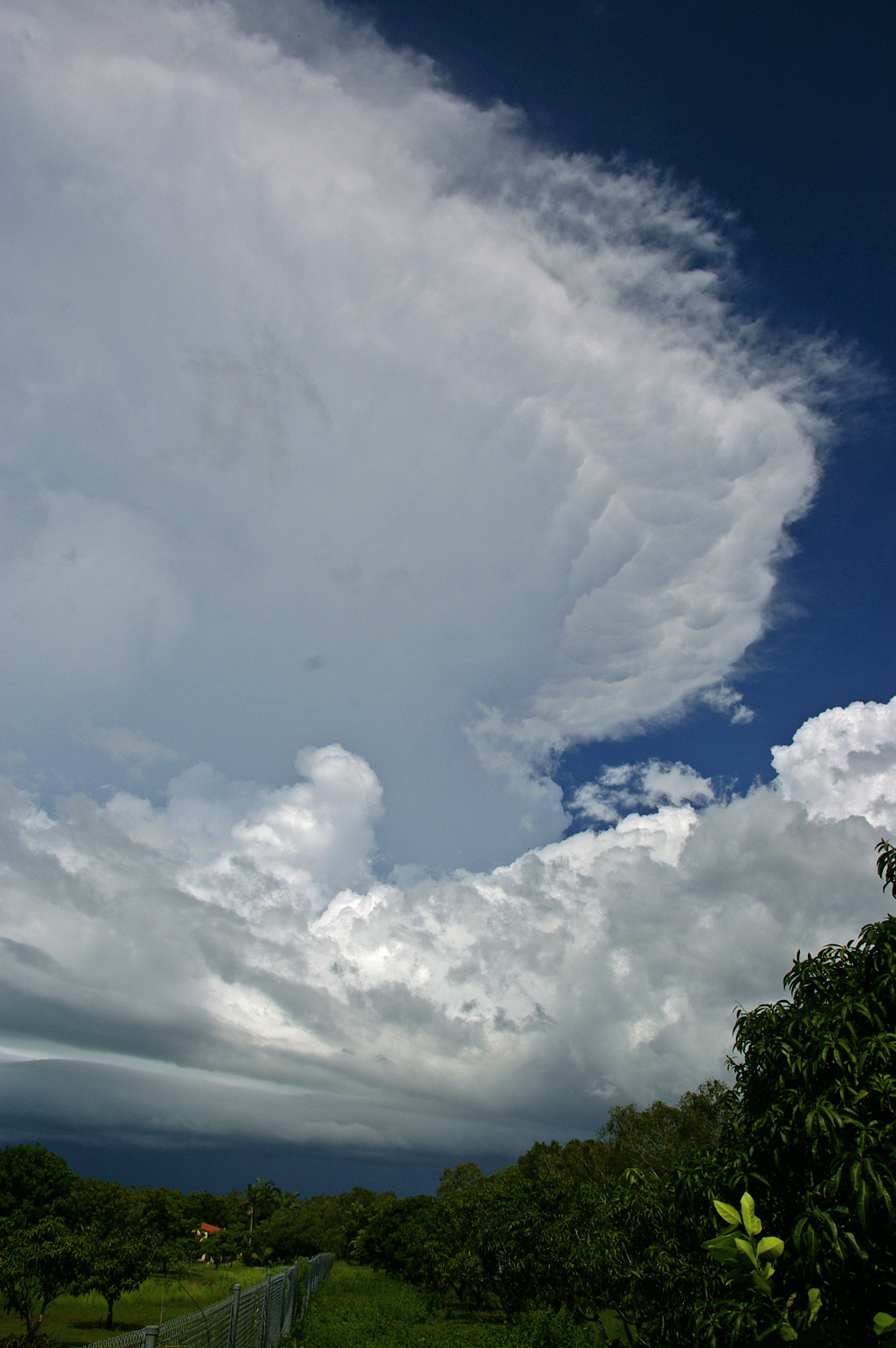
かなとこ雲の手前に生じた低いアーチ雲
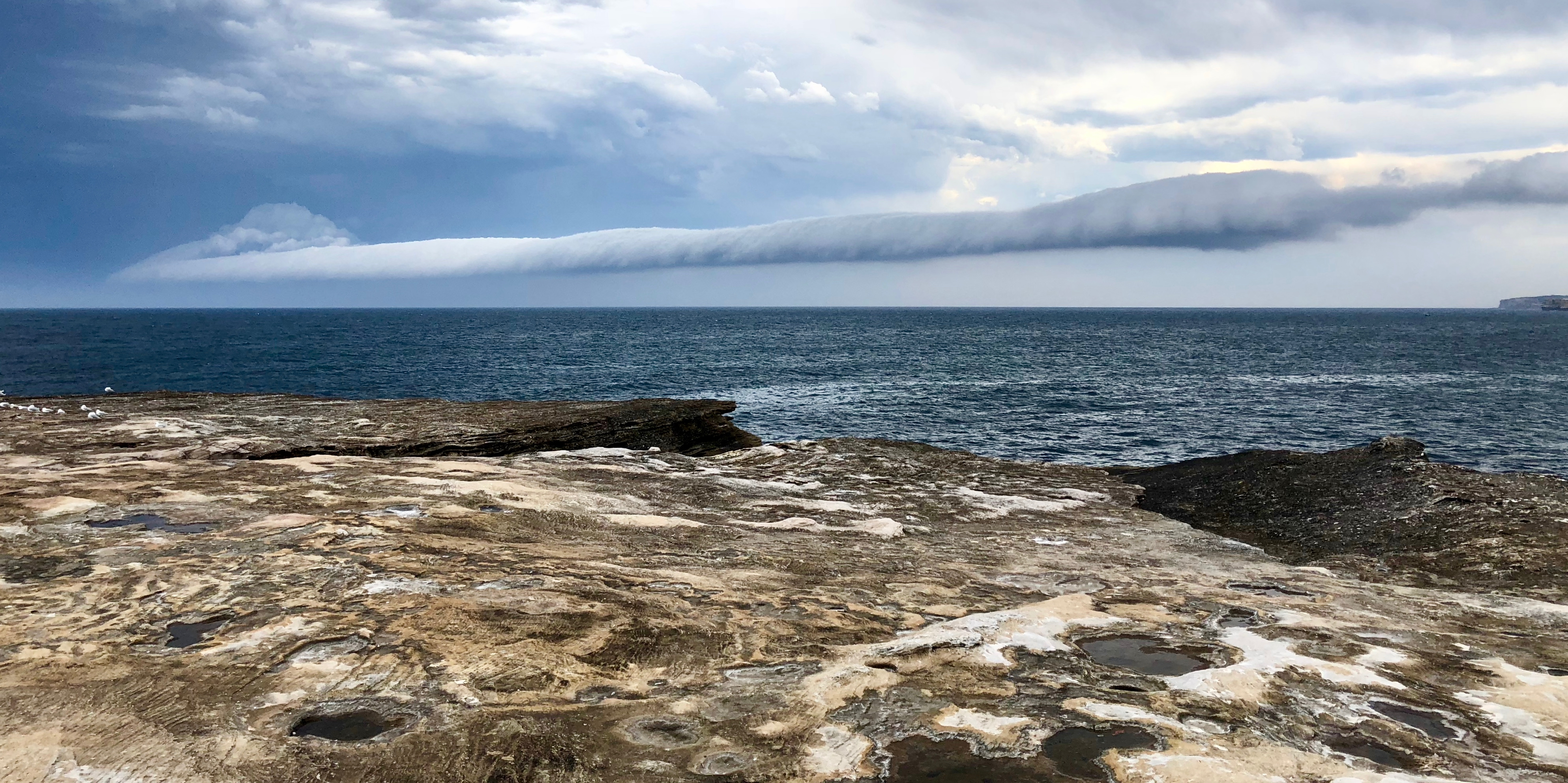
海上に伸びるロール雲
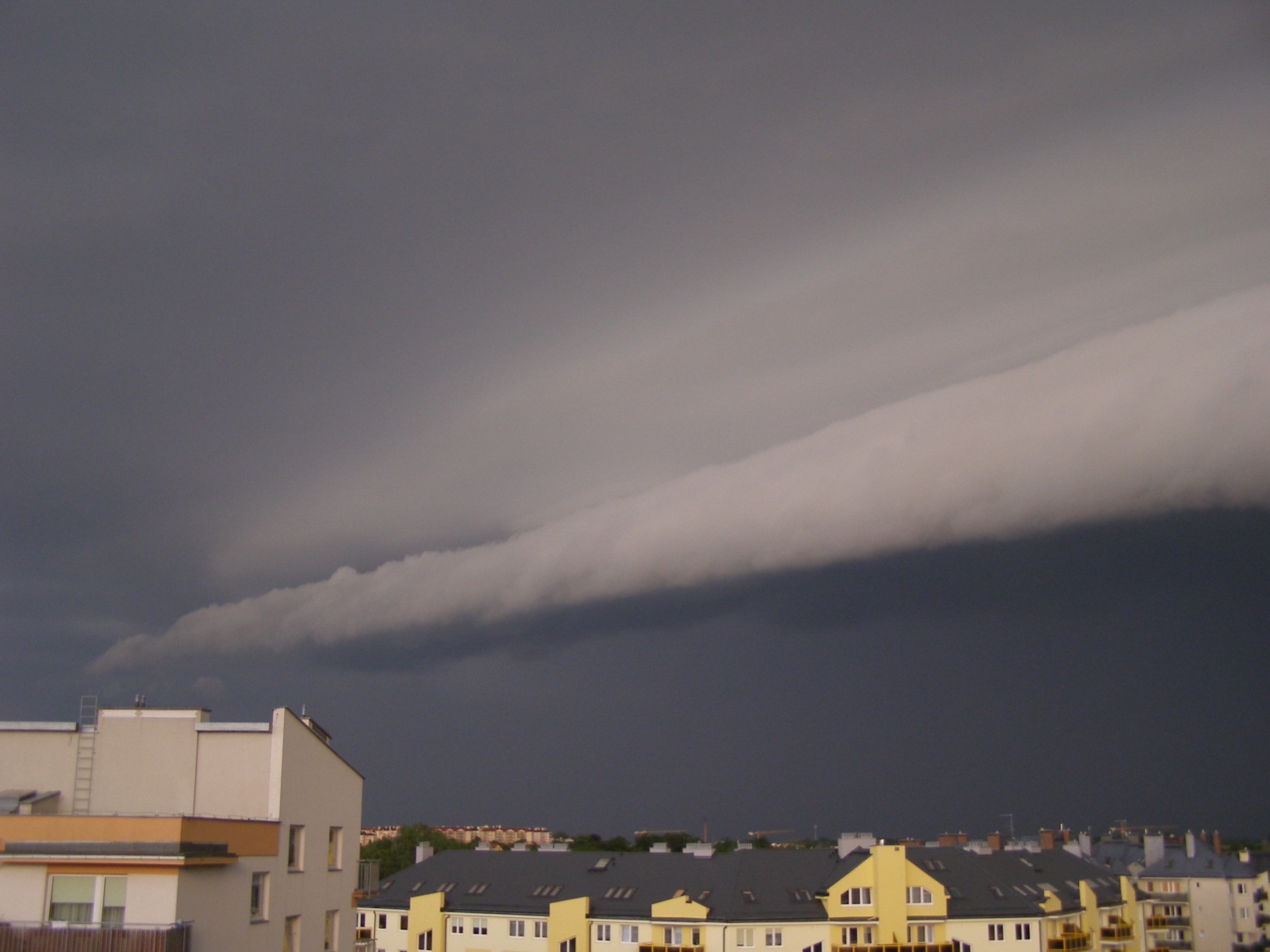
暗い雨雲の下のロール雲
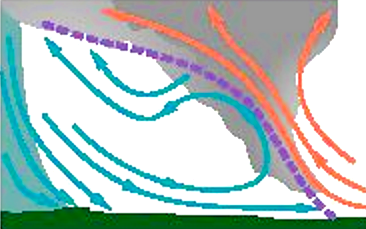
前線面と気流の流れから棚雲のでき方を説明した図